# الشيدية (السليل)
الشيدية، هي قرية من فئة (ب) تقع في محافظة السليل، والتابعة لمنطقة الرياض في السعودية. وتبعد الشيدية عن محافظة السليل بمسافة تقارب () كم.